# زندگی من (تواین)
زندگی من (به انگلیسی: Autobiography of Mark Twain) کتابی ادبی و خودزندگی‌نامه‌ مارک تواین، نویسندهٔ اهل ایالات متحده آمریکا است.

## دربارهٔ کتاب
پس از گذشت ۱۰۰ سال از مرگ مارک تواین، خودزندگی‌نامه‌اش در آستانهٔ انتشار قرار گرفت. او این خودزندگی‌نامه را در دههٔ آخر عمر خویش نوشته و خواسته بوده که تا یک قرن پس از مرگش انتشار نیابد. در سال ۲۰۱۰ پس از گذشت این مدت دانشگاه برکلی کالیفرنیا اولین جلد این خودزندگی‌نامه را منتشر کرد. فروش کتاب از انتظار ناشر آن بسیار فراتر رفت و تا نوامبر ۲۰۱۰، در آمریکا ۲۷۵۰۰۰ نسخه از آن فروخته شد. بخش اعظم کتاب را تواین در چهار سال آخر عمر خود به تندنویسش دیکته کرده بود. منتقد نیویورک تایمز خودزندگی‌نامه تواین را سیاسی‌تر از سایر آثار او می‌داند و آن را «رک و راست، بانمک و خشمگین» توصیف می‌کند. به گزارش وی این کتاب سرشار از خاطرات دوران کودکی تواین است که تأثیر بسزایی بر کتاب ماجراهای هاکلبری فین گذاشته بود.